# Similipepsis
Similipepsis é um gênero de traça pertencente à família Brachodidae.